# کاروانسرای افضل
کاروانسرای افضل یا سرای افضل مجموعه‌ای مربوط به دورهٔ قاجار و یکی از میراث جهانی ایران است. این کاروانسرا در شوشتر، خیابان طالقانی، کوچهٔ سنگ‌فرش واقع شده و در تاریخ ۱۷ اسفند ۱۳۸۱ با شمارهٔ ثبت ۷۹۴۰ به‌عنوان یکی از آثار ملی ایران به ثبت رسیده است. این کاروانسرا در ۲۶ شهریور ۱۴۰۲ (۱۷ سپتامبر ۲۰۲۳) در چهل و پنجمین اجلاس کمیته میراث جهانی یونسکو، با پروندهٔ چندین کاروانسرای ایران به عنوان بیست و هفتمین میراث فرهنگی ملموس ایران در فهرست میراث جهانی یونسکو ثبت شد. این کاروانسرا چهاردهمین میراث جهانی در شهر تاریخی شوشتر است.
این بنا توسط خاندان افضل در کنار محلهٔ قدیمی دُلدُل ساخته شده است. خاندان افضل که از خانواده‌های معروف و قدیمی شوشتر هستند اغلب به شغل تجارت مشغول بوده‌اند.

## ویژگی بنا
بنا در چهار طبقه ساخته شده است که شامل طبقات همکف، اول، شبستان (زیرزمین) و شوادان می‌باشد. در سکوی دور حیاط تزئینات آجری به صورت فخرومدین کار شده است. در دیگر بخش‌های بنا سایر نقوش آجری و طرح‌های خوون چینی خفته و راسته و حصیری، اجرا شده است. در کف سازی حیاط قاب آجری به کار رفته و همچنین نیم ستون‌هایی که در آن مصالح آن از سنگ و ملات سیمان و گچ به کار رفته است. معماران این بنا از معماران برجسته شوشتر به نام فردی‌نژاد و معماریان بوده‌اند.

## کاربری نمایشگاه صنایع دستی
در حال حاضر این کاروانسرا محل دائمی نمایشگاه صنایع دستی است و در غرفه‌های مختلف آن کارگاه‌های صنایع دستی برپا می‌شود. کاروانسرای افضل بزرگ‌ترین مرکز تولید صنایع دستی استان خوزستان به‌شمار می‌رود و صنعتگرانی در رشته‌های مختلف هنری در آن فعالیت دارند.

## ثبت در فهرست میراث جهانی
در ۲۶ شهریور ۱۴۰۲ در جریان چهل و پنجمین اجلاس کمیته میراث جهانی یونسکو در ریاض، کاروانسرای افضل به‌همراه ۵۳ کاروانسرای تاریخی دیگر (جمعاً ۵۴ کاروانسرا در ۲۴ استان ایران) تحت عنوان کاروانسراهای ایرانی در فهرست میراث جهانی قرار گرفتند. این مجموعهٔ جهانی به عنوان بیستمین و هفتمین اثر جهانی کشور ایران شناخته می‌شود.

## نگارخانه

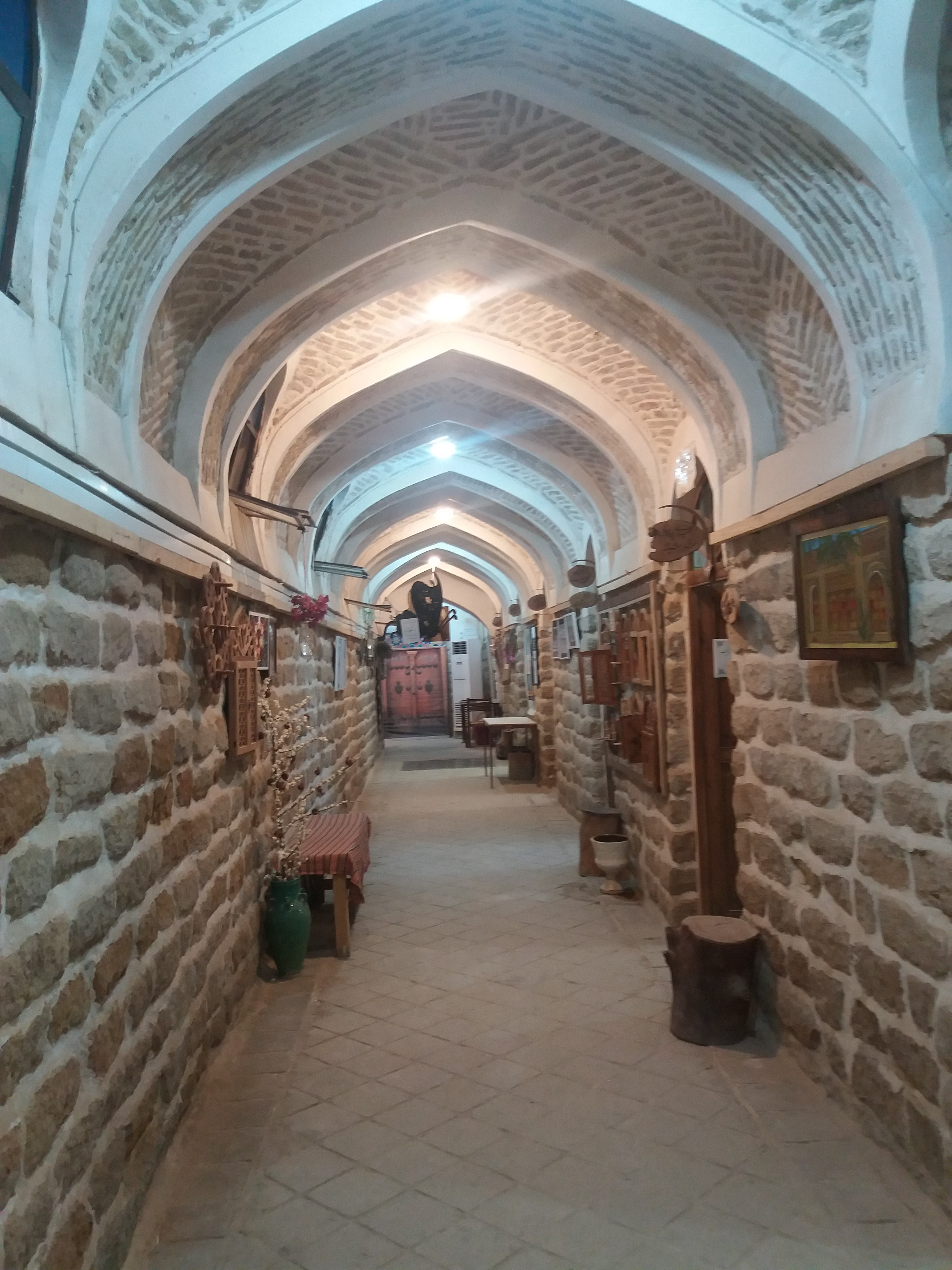
غرفه‌های تولید و فروش صنایع دستی در سرای افضل
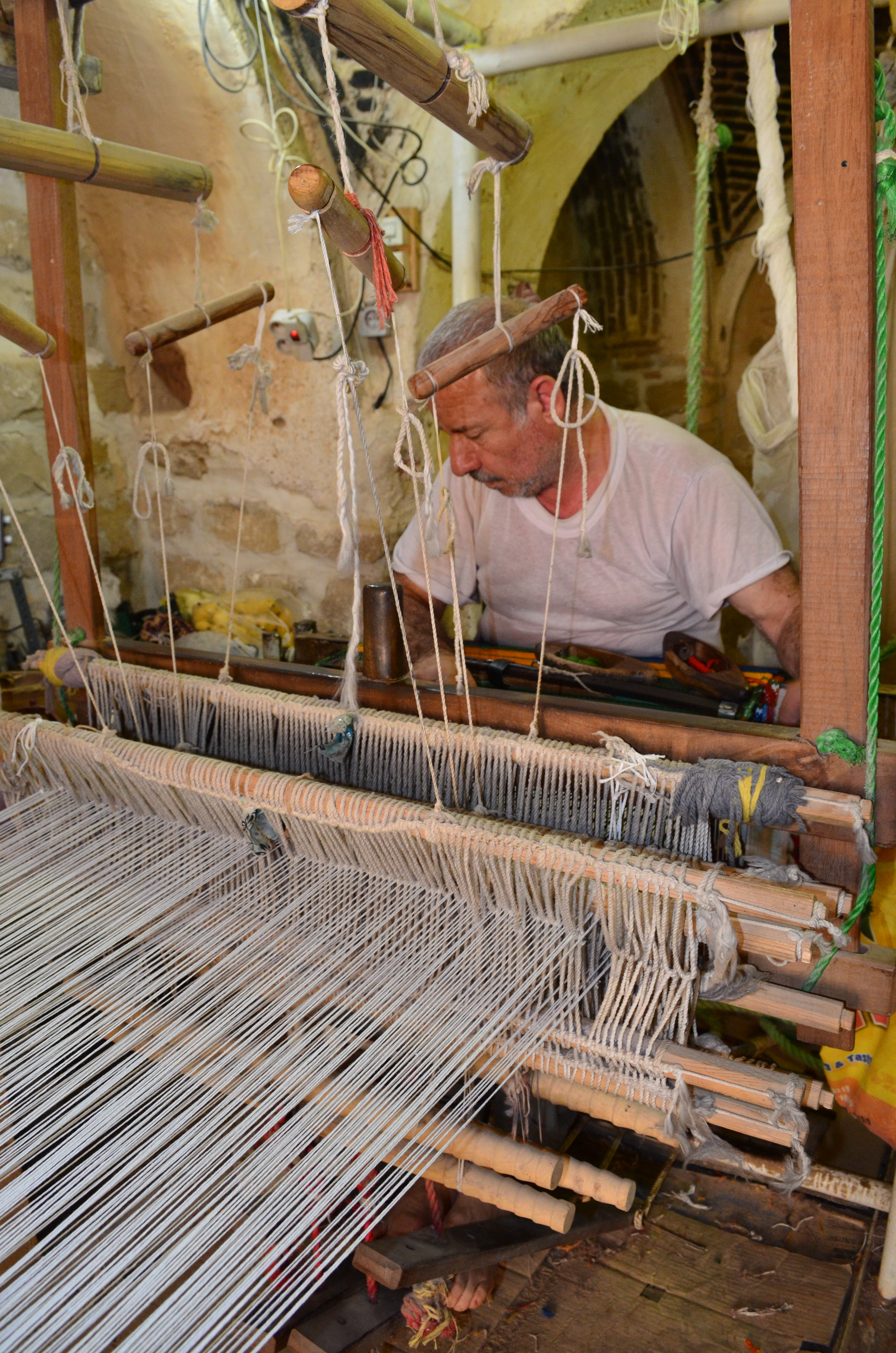
بافندگی سنتی در غرفه‌های تولید و فروش صنایع دستی در سرای افضل
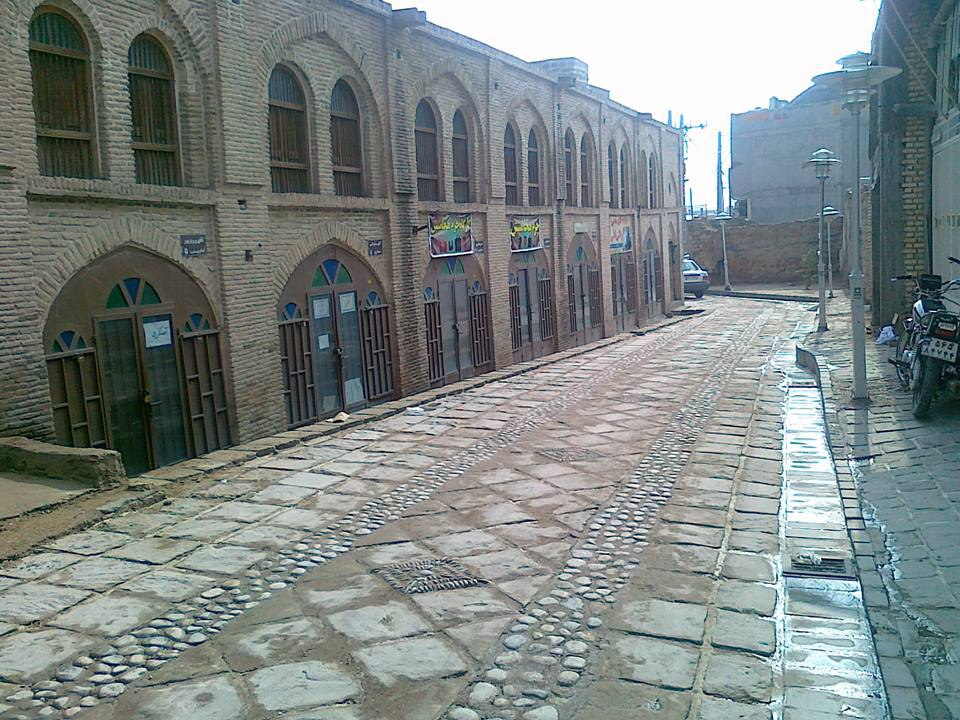
نمای بیرونی ضلع غربی سرای افضل